# 乙バイパス
乙バイパス（きのとバイパス）は、新潟県胎内市桃崎浜から村上市南新保に至る国道113号のバイパス道路。

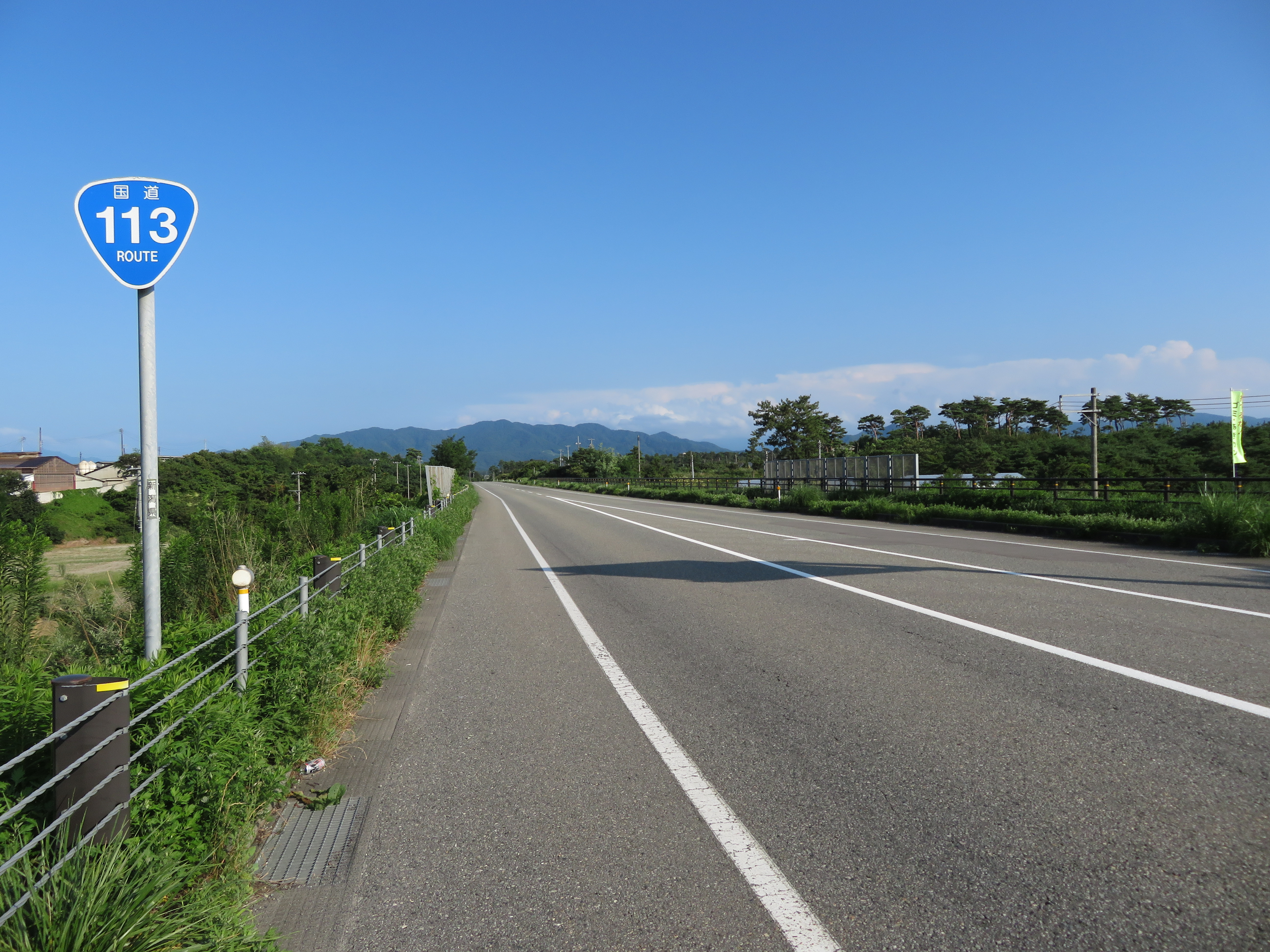
新潟県胎内市乙付近

## 概要
- 起点：新潟県胎内市桃崎浜
- 終点：新潟県村上市南新保
- 全長：2.1km
- 車線数
  - 国道345号-新潟県道3号新潟新発田村上線間（1.7km）：2車線
  - 新潟県道3号新潟新発田村上線-荒川胎内IC間（0.4km）：暫定2車線（完成4車線）

国道113号の本道路開通前の区間は1993年に延長指定された区間であり、全体的に道幅が狭隘で、右左折を繰り返すなど、通過交通の障害となっていた。そのため、荒川道路とともに本道路が整備され、この道路の開通により国道345号・国道7号間の交通が円滑に走行できるようになった。

## 通過市町村
- 新潟県
  - 胎内市 - 村上市

## 歴史
- 2009年（平成21年）3月21日 : 新潟県道3号新潟新発田村上線-日本海東北自動車道 荒川胎内IC間（0.4km）開通[1][2]
- 2009年7月14日 : 胎内市桃崎浜（国道345号交点）-新潟新発田村上線間（1.6km）開通[1][3]

## 主な接続道路
- 国道345号
- 新潟県道3号新潟新発田村上線
- 日本海東北自動車道（荒川胎内IC）
- 荒川道路（荒川胎内IC）

## 接続するバイパスの位置関係
（新潟方面）新新バイパス - 現道 - 乙バイパス - 荒川道路（相馬方面）